# Edvard Bergh

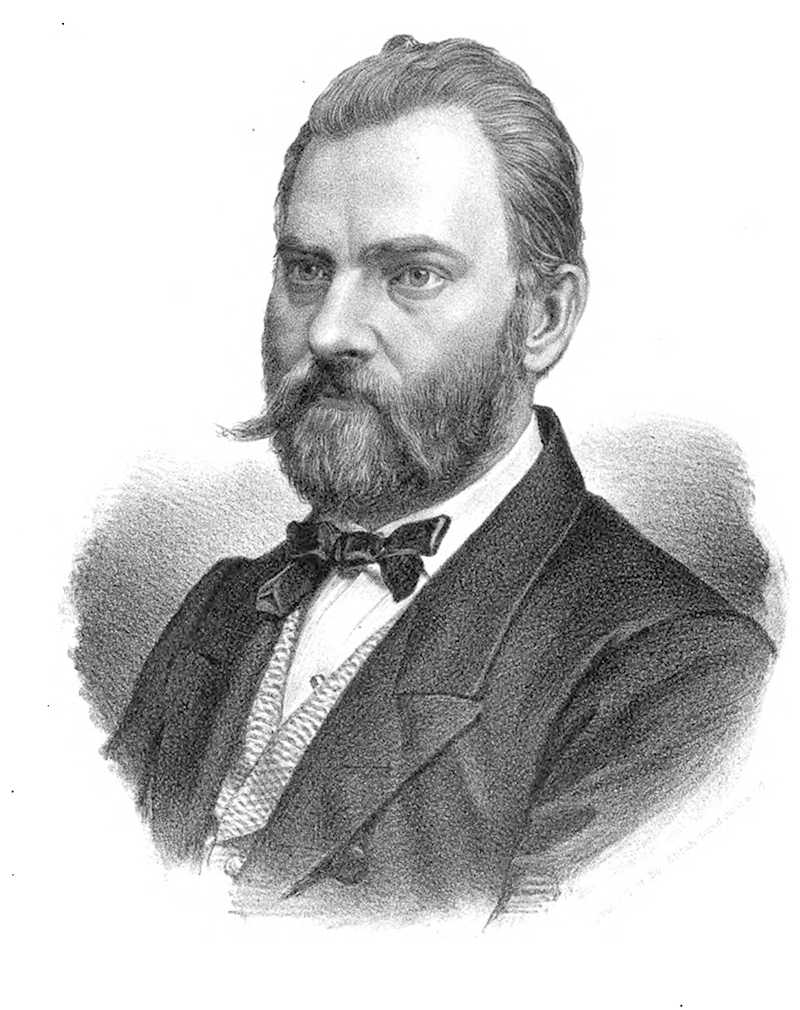
Edvard Bergh, 1865

Johan Edvard Bergh (* 29. März 1828 in Stockholm, Schweden; † 23. September 1880 ebenda) war ein schwedischer Landschaftsmaler der Düsseldorfer Schule sowie Notar.

## Leben
Bergh war ein Sohn des Kaufmanns Severin Bergh (1788–1846) und dessen Frau Emma Forsström (1809–1903). Er schrieb sich 1844 an der Universität Uppsala zunächst für ein naturwissenschaftliches Studium ein, wechselte aber bald zur Rechtswissenschaft, worin er 1849 das Hauptexamen ablegte. Danach arbeitete er für einige Jahre als Notar am Stockholmer Appellationsgericht sowie für das Stockholmer Bezirksgericht.

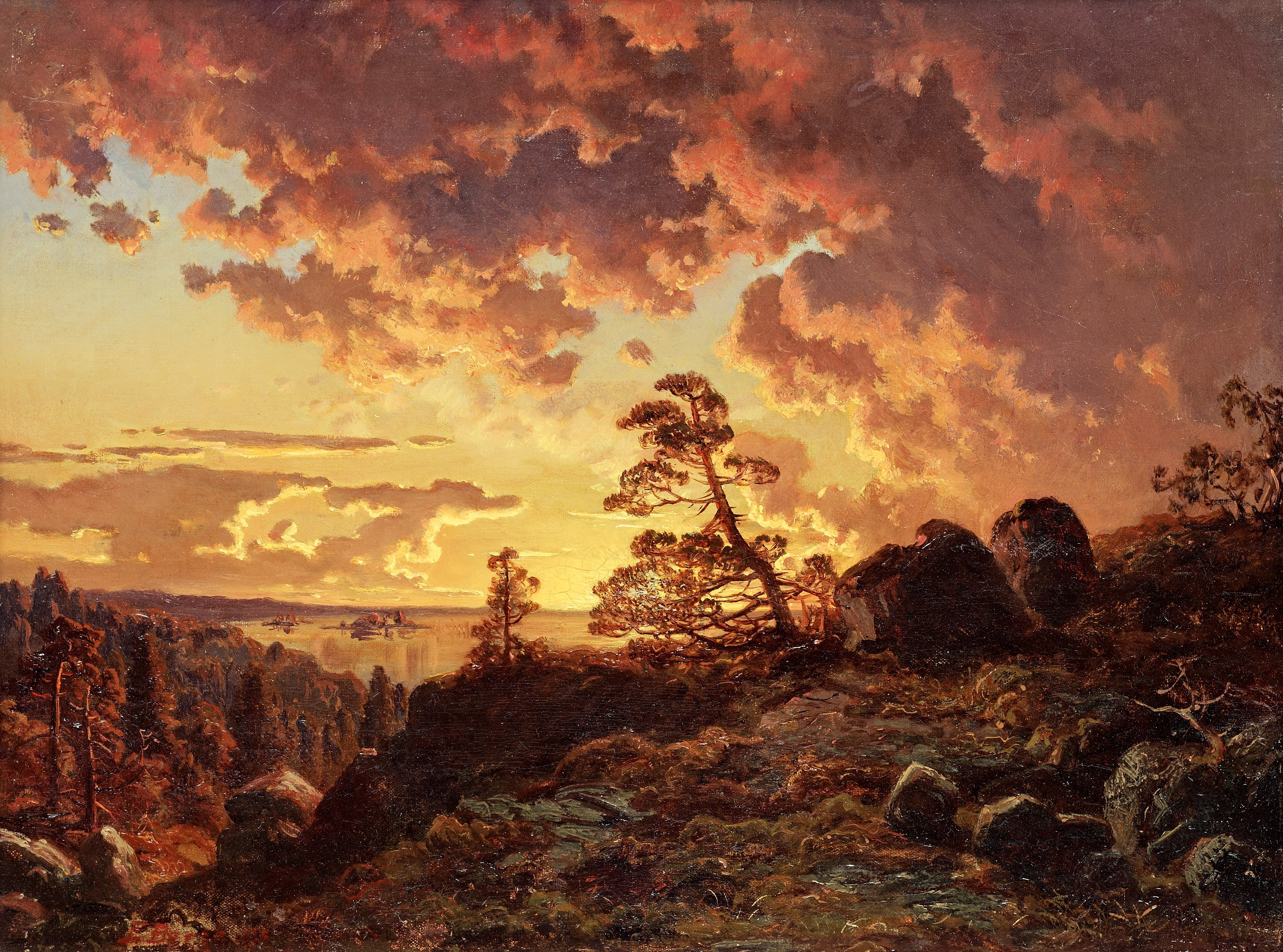
Solnedgång över fjärden, 1855

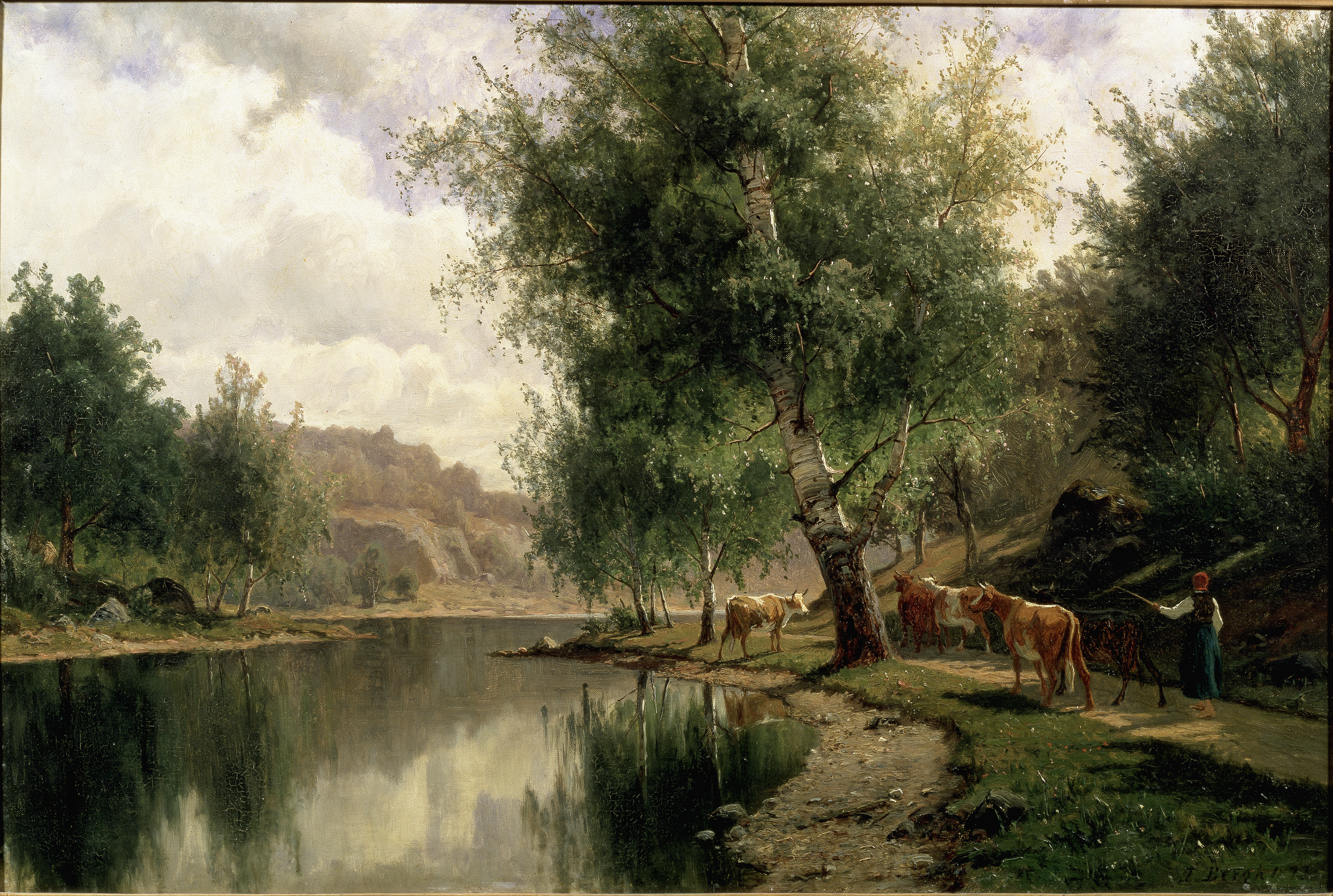
Sommarlandskap, 1873

Seine künstlerische Tätigkeit begann er als Autodidakt nach einer Reise nach Gotland, auf der er von Künstlern, darunter von dem Architekten Fredrik Wilhelm Scholander, dazu angeregt worden war, Bilder zu malen. Mehr und mehr faszinierte ihn dies, so dass er beschloss, Malerei an der Kunstakademie Stockholm zu studieren. Ein erster Versuch, dort für ein Studium aufgenommen zu werden, scheiterte. Weiterhin folgte er seiner Leidenschaft und stellte seine Bilder beim Stockholmer Kunstverein aus. Erst 1852 konnte Bergh ein reguläres Malereistudium an der Stockholmer Akademie beginnen. Für das Bild Landskapsmotiv från Göta älv erhielt er bei einer Ausstellung der Akademie den ersten Preis, der mit einem Reisestipendium dotiert war. Dies ermöglichte es ihm, im Jahr 1854 nach Düsseldorf zu ziehen, wo er bis 1855 an der Königlich Preußischen Kunstakademie unter dem Norweger Hans Fredrik Gude die Landschaftsmalerei vertiefte. Nach dem Düsseldorfer Studium ging Bergh nach Genf, wo er sich von Alexandre Calame unterweisen ließ. Einen Winter verbrachte er in Rom. Im Frühjahr 1857 reiste er über Venedig und München wieder nach Norden.
Im Herbst 1857 kehrte er nach Stockholm zurück. An der Stockholmer Kunstakademie gründete er im gleichen Jahr eine Landschafterklasse. 1861 wurde er dort zum außerordentlichen Professor ernannt, nachdem er durch sein Wirken als akademischer Lehrer und seine Stimmungsmalerei, die sich stark an der Landschaftsmalerei von Andreas Achenbach orientierte, größeren Einfluss auf die schwedische Kunst gewonnen hatte. 1866 erhielt Bergh sechs Medaillen auf der skandinavischen Ausstellung in Stockholm, 1867 eine Goldmedaille auf der Weltausstellung Paris. Mit Motiven aus Zentralschweden löste sich Bergh ab dem Ende der 1860er Jahre zunehmend von seinen Düsseldorfer Vorbildern. 1867 wurde er ordentlicher Professor der Stockholmer Akademie. 1874 erlitt Bergh eine Gehirnblutung, die ihn fortan lähmte und sein weiteres künstlerisches Schaffen beeinträchtigte.

## Familie
Am 24. Mai 1855 heiratete Bergh die Malerin Amanda Josephina Amalia Helander (22. April 1825 – 12. Oktober 1888), eine Tochter des Sven Helander (1767–1847) und dessen Frau Sara (geborene Loefvander), mit der er mehrere Kinder hatte:
- Edvard Walter Bergh[4] (10. Dezember 1857 – 1. Dezember 1913), der in die Vereinigten Staaten auswanderte.[5]
- Sven Richard Bergh (28. Dezember 1858 – 29. Januar 1919), der auch ein Maler wurde.

Seine Frau verheiratete sich noch seinem Tod erneut.
Der Gymnasiallehrer und Historiker Severin Bergh (13. Februar 1852/1858 – 6. März 1919) war der Sohn seines Bruders Severin Bergh und dessen Frau Ida Vilhelmina (geborene Helander).